# Воздвижівська сільська рада
Воздвижівська сільська рада — орган місцевого самоврядування Воздвижівської сільської громади у Пологівському районі Запорізької області. Заснована до 1932 року.

## Склад ради
Рада складалася з 16 депутатів та голови.

### Керівний склад ради
| ПІБ                          | Основні відомості                                                         | Дата обрання | Дата звільнення |
| ---------------------------- | ------------------------------------------------------------------------- | ------------ | --------------- |
| Єременко Михайло Онуфрійович | Сільський голова, 1941 року народження, освіта                            | 26.03.2006   | 31.10.2010      |
| Тверденко Ольга Олексіївна   | Сільський голова, 1961 року народження, освіта вища, член Партії регіонів | 31.10.2010   |                 |

Примітка: таблиця складена за даними джерела

## Населення
Згідно з переписом УРСР 1989 року чисельність наявного населення сільської ради становила 1548 осіб, з яких 676 чоловіків та 872 жінки.
За переписом населення України 2001 року в сільській раді мешкали 1422 особи.